# Eburia falli
Eburia falli es una especie de escarabajo longicornio del género Eburia, tribu Eburiini, familia Cerambycidae. Fue descrita científicamente por Linsley en 1940.
Se distribuye por México y Estados Unidos.

## Descripción
La especie mide 19-29,8 milímetros de longitud. El período de vuelo ocurre en los meses de junio, julio, agosto, septiembre y octubre.